# Agrilus harenus
Agrilus harenus é uma espécie de inseto do género Agrilus, família Buprestidae, ordem Coleoptera.
Foi descrita cientificamente por Nelson, 1994.